# 1031
1031 је била проста година.

## Догађаји
- 20. јул — Анри I постао једини краљ Француске након смрти свога оца, Робера II.

- Немачка инвазија на Пољску. Пољски краљ Мјешко II је приморан да бежи.
- Вођа Бодрича Готшалк (1031-1066) је ујединио је Бодриче, Љутиће и мања племена под својом влашћу за одлучну борбу против Немаца. Он оснива Вендско кнежевство.
- Стефан I Угарски, након смрти свог јединог сина Имреа током лова, именовао је свог нећака Петра Орсеола (1038-1041 и 1044-1046) за свог наследника.
- Мстислав Владимирович Храбри (1030-1031) , заједно са Јарославом Мудрим, кренуо је у поход на Пољску и вратио Русији Червенске градове које је Болеслав I заузео 1018. године, поново их припојивши руској држави. Јарослав Мудри је свој део заробљеника населио дуж реке Рос (десне притоке Дњепра), где је 1032. године почео да гради утврђене градове.
- Кнез Јарослав Мудри, у савезу са немачким царем Конрадом II, интервенисао је у пољским сукобима и допринео свргавању пољског краља Мјешка II (враћен на престо 1032. године).
- Краљ Француске Анри I (око 1008-1060) се оженио по други пут Аном, ћерком Јарослава Мудрог.

### Децембар
- Википедија:Непознат датум — Владавина арапске династије Абадида у Севиљи у данашњој Шпанији (од 1023. до 1091).

## Рођења

### Јануар
- 26. март — Малколм III, краљ Шкотске

### Април
- 15. април — Шен Ко, кинески научник и државник Сонг династије. († 1095)

## Смрти
- 20. јул — Робер II Побожни, француски краљ (*972.)